# La Huerta (centro clandestino de detención)
«La Huerta» fue un Centro Clandestino de Detención que formaba parte del circuito represivo de la Subzona 12, dependiente de la Zona 1, al mando del Comando del I Cuerpo de Ejército. Se trata del Campo General Mariano Necochea que estaba a cargo del Comando de la I Brigada de Caballería Blindada. Se encuentra situado a unos metros de la Ruta Provincial 226, camino a la Base Aérea Militar de Tandil.

## Historia
El campo funcionó como huerta de la guarnición y como campo de instrucción. Luego fue arrendado a particulares para su explotación agrícola-ganadera pero sosteniendo las actividades de la brigada.
Integraba el Área 121, a cargo del Batallón Logístico 1 con asiento en Tandil.
Actualmente se encuentra señalizado como Sitio de la Memoria, junto con las Comisarías 1.ª y 2.ª y la «Quinta de los Méndez». Se calcula que allí estuvieron 35 personas en condición de detenidos-desaparecidos, algunos de ellos la reconocieron a partir de la existencia de una salamandra y una caja fuerte color verde oliva. Los responsables del funcionamiento de “La Huerta” eran los generales de brigada Alfredo Saint-Jean y Edgardo Calvi.

## Declaración
Las víctimas la caracterizaron como un predio rural al que se accedía por una tranquera con guardia uniformada. En su interior existen dos construcciones: una casa y un galpón de chapas que funcionaba como lugar de tortura. Fue reconocido en varias ocasiones en el marco de diversas causas judiciales.

## Señalización
El 27 de mayo de 2015 se llevó a cabo en la ciudad de Tandil la señalización del ex-centro clandestino de detención “La Huerta”. Dicha actividad fue organizada por la Secretaría de Derechos Humanos de la Nación, la Secretaría de Derechos Humanos de la provincia de Buenos Aires y la Universidad Nacional del Centro.
Con el objetivo de visibilizar la función que cumplió este lugar durante el terrorismo de Estado en la ciudad, se descubrió la placa de señalización en el ingreso a La Huerta. Una vez descubierta la placa, tomaron la palabra diversas autoridades para luego dar lugar a distintas personas que estuvieron detenidas en este centro, entre ellas Walter Fernández, Eduardo Ferrante, María del Carmen Silva, quiénes hicieron hincapié en la emoción vivida durante el día, en el que sintieron que “se hizo justicia, más allá de que muchas veces piensan que esos compañeros y compañeras nunca van a volver”